# Hestra station
Hestra station är en järnvägsstation i Hestra som ligger vid Kust till kust-banan. Stationen öppnade 1902. Stationshuset titades av Teodor Folcke. Vid stationen stannar regionaltåg (SJ Regional) som går mellan Göteborg C och Kalmar C. Det fanns även en järnväg mellan Hestra och Gislaved i stationens tidigare historia, men den lades ner 1962.